# Ibrahim Sesay
Ibrahim Sesay (ur. 18 października 2004 we Freetown) – sierraleoński piłkarz grający na pozycji bramkarza. Od 2021 jest piłkarzem klubu Bo Rangers.

## Kariera piłkarska
Swoją karierę piłkarską Sesay rozpoczął w klubie East End Lions, w barwach którego zadebiutował w 2020 roku w sierraleońskiej Premier League. W 2021 przeszedł do Bo Rangers. W sezonie 2021/2022 wywalczył z nim mistrzostwo kraju.

## Kariera reprezentacyjna
W reprezentacji Sierra Leone Sesay zadebiutował 9 października 2021 w wygranym 2:1 towarzyskim meczu z Gambią, rozegranym w Al-Dżadidzie. W 2022 roku został powołany do kadry na Puchar Narodów Afryki 2021. Był na nim rezerwowym i nie rozegrał żadnego meczu.